# Seznam ministrů výstavby a regionálního rozvoje Slovenské republiky
Toto je seznam ministrů ze zrušeného Ministerstva výstavby a regionálního rozvoje Slovenské republiky. V období od 12. prosince 1989 do 24. června 1992 Ministerstva výstavby a stavebnictví:
| Jméno             | Nominovaný | Od                | Do               | Poznámka                                      |
| ----------------- | ---------- | ----------------- | ---------------- | --------------------------------------------- |
| Ivan Šteis        |            | 12. prosinec 1989 | 26. červen 1990  |                                               |
| Jozef Dubníček    |            | 27. červen 1990   | 22. duben 1991   |                                               |
| Jozef Belcák      |            | 23. duben 1991    | 28. srpen 1991   |                                               |
| Jozef Bútora      |            | 28. srpen 1991    | 24. červen 1992  |                                               |
| Ján Mráz          | ZRS        | 13. prosinec 1994 | 30. říjen 1998   | Ministerstvo výstavby a veřejných prací       |
| István Harna      | SMK        | 30. říjen 1998    | 15. říjen 2002   |                                               |
| László Gyurovszky | SMK        | 16. říjen 2002    | 4. červenec 2006 |                                               |
| Marian Janušek    | SNS        | 4. červenec 2006  | 15. duben 2009   |                                               |
| Igor Štefanov     | SNS        | 15. duben 2009    | 11. březen 2010  |                                               |
| Ján Mikolaj       | SNS        | 11. březen 2010   | 30. červen 2010  | Ministerstvo bylo k 1. červenci 2010 zrušeno. |